# Esteban Abadie

a Compétitions nationales et continentales officielles uniquement.

b Matchs officiels uniquement.
Dernière mise à jour le 15 juillet 2025.
Esteban Abadie, né le 1er décembre 1997 au Mans (Sarthe), est un joueur international français de rugby à XV évoluant principalement au poste de troisième ligne aile au Rugby club toulonnais.
Il est le fils de Geofrey Abadie et le petit-fils d'Alain Abadie, tous les deux anciens joueurs de rugby à XV de haut niveau. Son grand-oncle André Abadie fut aussi un joueur international français.

## Biographie

### Jeunesse et formation
Esteban Abadie naît le 1er décembre 1997 au Mans dans la Sarthe. Il est le fils de Geofrey Abadie, ancien joueur de rugby à XV professionnel du Stade français et du Racing, et champion de France en 1990 et 1998. Il est aussi le petit-fils d'Alain Abadie, ancien talonneur à Graulhet et le petit-neveu d'André Abadie, international français,.
À douze ans, il rejoint les équipes de jeunes du Racing 92, puis son centre de formation.
En parallèle de sa carrière sportive, il réalise un master commerce et management au sein de la Grenoble École de management.

### Carrière professionnelle
Intégré à l'équipe première du club francilien pour l'entraînement, il n'a pas la chance de se montrer sur le terrain. Il joue seulement treize minutes face au Stade toulousain le 15 avril 2018 en Top 14 pour son unique match avec le club francilien.
Esteban Abadie rejoint ensuite le CA Brive à l'été 2019 pour disputer la saison 2019-2020 de Top 14.
À partir de la saison 2021-2022, il devient un joueur important du club corrézien en disputant dix-neuf matchs, dont treize en tant que titulaire. 
Le 1er septembre 2022, il prolonge son contrat jusqu'en juin 2025. Cette saison-là, il confirme sa saison précédente en devenant un titulaire indiscutable, prenant part aux vingt-six journées de Top 14 en étant seulement une fois remplaçant.
Cependant, à la suite de la relégation du CA Brive en Pro D2, Esteban Abadie rejoint le RC Toulon à partir de la saison 2023-2024. Il s'engage pour deux saisons. Il s'illustre en disputant cinquante matchs consécutifs de Top 14 entre le 30 octobre 2021 et le 12 novembre 2023, soit toutes les rencontres possibles avec le CA Brive et le RC Toulon. Il est élu joueur du mois de décembre 2023 en Top 14. Auteur d'une bonne première partie de saison avec le RC Toulon en s'étant rapidement imposé comme un titulaire, il fait partie de la liste des 34 joueurs appelés par Fabien Galthié avec l'équipe de France pour disputer le Tournoi des Six Nations 2024. Le 25 février 2024, il honore officiellement sa première sélection face à l'Italie. Pour sa première saison au RC Toulon, il est élu dans l'équipe type de la saison 2023-2024 de Top 14.

## Statistiques

### En club
| Saison    | Club      | Championnat | Championnat | Championnat | Compétitions de l'EPCR | Compétitions de l'EPCR | Compétitions de l'EPCR |
| Saison    | Club      | Compétition | Matchs      | Essais      | Compétition            | Matchs                 | Essais                 |
| --------- | --------- | ----------- | ----------- | ----------- | ---------------------- | ---------------------- | ---------------------- |
| 2017-2018 | Racing 92 | Top 14      | 1           | -           | Coupe d'Europe         | -                      | -                      |
| Total     | Total     | Top 14      | 1           | -           | Coupe d'Europe         | -                      | -                      |
| 2019-2020 | CA Brive  | Top 14      | 2           | -           | Challenge européen     | 2                      | -                      |
| 2020-2021 | CA Brive  | Top 14      | 8           | -           | Challenge européen     | 2                      | -                      |
| 2021-2022 | CA Brive  | Top 14      | 18          | 2           | Challenge européen     | 1                      | -                      |
| 2022-2023 | CA Brive  | Top 14      | 26          | 1           | Challenge Cup          | -                      | -                      |
| Total     | Total     | Top 14      | 54          | 3           | Compétitions EPCR      | 5                      | -                      |
| 2023-2024 | RC Toulon | Top 14      | 17          | 1           | Champions Cup          | 2                      | -                      |
| 2024-2025 | RC Toulon | Top 14      | 22          | 1           | Champions Cup          | 4                      | 1                      |
| Total     | Total     | Top 14      | 39          | 2           | Compétitions EPCR      | 6                      | 1                      |

### En équipe nationale
Au 14 juillet 2025, Esteban Abadie compte 2 capes en équipe de France, dont 1 en tant que titulaire, depuis le 25 février 2024 contre l'Italie.
| Année | Compétition             | Matchs | Points | Essais |
| ----- | ----------------------- | ------ | ------ | ------ |
| 2024  | Tournoi des Six Nations | 1      | -      | -      |
| 2025  | Test matchs             | 1      | -      | -      |
| Total | Total                   | 2      | -      | -      |

## Palmarès
- Membre de l'équipe type du Championnat de France en 2024.